# Słoboda (Pionierskoje)
Słoboda (ros. Слобода) – wieś (ros. деревня, trb. dieriewnia) w zachodniej Rosji, w osiedlu wiejskim Pionierskoje rejonu smoleńskiego w obwodzie smoleńskim.

## Geografia
Miejscowość położona jest w pobliżu rzeki Soż, przy drodze regionalnej 66K-22 (Szczeczenki – Monastyrszczina), 7,5 km od drogi federalnej R135 (Smoleńsk – Krasnyj – Gusino), 7 km od drogi federalnej R120 (Orzeł – Briańsk – Smoleńsk – Witebsk), 22 km od drogi magistralnej M1 «Białoruś», 14,5 km od centrum administracyjnego osiedla wiejskiego (Sanniki), 13,5 km od Smoleńska, 13,5 km od najbliższego przystanku kolejowego (Dacznaja I).

## Demografia
W 2010 r. miejscowości nikt nie zamieszkiwał.